# Ретер
Рете́р (фр. Reterre) — коммуна во Франции, находится в регионе Лимузен. Департамент коммуны — Крёз. Входит в состав кантона Эво-ле-Бен. Округ коммуны — Обюссон.
Код INSEE коммуны — 23160.

## Население
Население коммуны на 2010 год составляло 308 человек.
| 1962 | 1968 | 1975 | 1982 | 1990 | 1999 | 2010 |
| ---- | ---- | ---- | ---- | ---- | ---- | ---- |
| 519  | 476  | 424  | 380  | 365  | 319  | 308  |

## Экономика
В 2010 году среди 189 человек трудоспособного возраста (15—64 лет) 138 были экономически активными, 51 — неактивными (показатель активности — 73,0 %, в 1999 году было 69,0 %). Из 138 активных жителей работали 126 человек (74 мужчины и 52 женщины), безработных было 12 (3 мужчин и 9 женщин). Среди 51 неактивных 11 человек были учениками или студентами, 30 — пенсионерами, 10 были неактивными по другим причинам.